# 溶岩台地

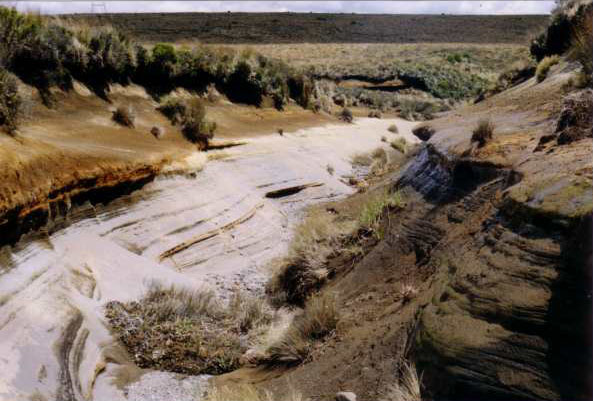
溶岩台地（ニュージランド）

溶岩台地（ようがんだいち、英: lava plateau）は、玄武岩質の溶岩が大量に噴出し積み重なってできた、大規模な台地。
世界的には、デカン高原（52万 km2, 日本の国土面積の1.4倍）やコロンビア川溶岩台地（16万 km2）が巨大な溶岩台地として知られる。
日本では、雲ノ平・弥陀ヶ原（富山県）などがある。屋島（香川県）が溶岩台地とされることがあるが、屋島は第三紀に低地に流下した安山岩質の溶岩流が隆起し侵食され強固な溶岩が残ったものなので溶岩台地ではない。このような地形はメサという。